# César Duarte Jáquez
César Horacio Duarte Jáquez (Hidalgo del Parral, Chihuahua; 14 de abril de 1963) es un político mexicano que desempeñó como gobernador de Chihuahua desde el 4 de octubre de 2010 hasta el 3 de octubre de 2016, Fue miembro del Partido Revolucionario Institucional. Ha sido en dos ocasiones diputado federal, presidente de la Cámara de Diputados de 2008 a 2009.
El 8 de julio de 2020, el Departamento de Justicia de los Estados Unidos anunció su captura en Miami, Florida. Duarte ha sido acusado de peculado en diversas modalidades. El 26 de enero de 2021 fue dictaminada su extradición a México, la cual fue consumada el 2 de junio de 2022, el 26 de junio de 2025 su caso queda inconcluso por falta de pruebas.

## Carrera política
Es licenciado en Derecho egresado de la Universidad del Valle de México, aunque sus estudios los realizó en la Universidad Autónoma de Ciudad Juárez. Ha sido miembro del PRI desde 1977, donde ha ocupado los cargos de Presidente de la Confederación Nacional Campesina en Chihuahua y Secretario de Organización del Comité Ejecutivo Nacional de la misma, Consejero Municipal y Estatal del PRI, Secretario General y Presidente del Comité Municipal del PRI en Parral, Chihuahua. Igualmente se ha dedicado a actividades ganaderas y de construcción.
Fue diputado federal suplente de Jesús Villalobos Sáenz de 1997 a 2000, elegido diputado federal en dos ocasiones, a la LVIII Legislatura de 2000 a 2003 por vía de la representación proporcional y a la LX Legislatura de 2006 a 2009 por el Distrito 9 de Chihuahua. También fue diputado al Congreso de Chihuahua en la LXI Legislatura por el Distrito 22 de 2004 a 2006, dejando este cargo para ser postulado a diputado federal.
El 18 de julio de 2008 la bancada del PRI en la Cámara de Diputados lo eligió para ser Presidente de la Cámara en el tercer año de ejercicio de la legislatura, de 2008 a 2009, periodo en turno del PRI de presidir la Cámara de Diputados. En consecuencia fue formalmente electo por el pleno de la Cámara de Diputados el día 28 de agosto del mismo año.

## Gobernador de Chihuahua
El 25 de agosto de 2009 manifestó públicamente su interés en ser candidato de su partido a Gobernador de Chihuahua, el 7 de enero de 2010 fue postulado como precandidato de unidad por el Comité Ejecutivo Nacional del PRI, y el día 9 de enero se registró como precandidato único. La convención de delegados del PRI lo eligió formalmente como candidato a la gubernatura el 28 de febrero.
Resultó elegido en el proceso electoral constitucional el 4 de julio de 2010 tras vencer al panista Carlos Borruel Baquera, refrendando así la gubernatura para su partido y recibiendo la constancia de mayoría junto al consiguiente nombramiento como Gobernador electo el 8 de julio del mismo año. Asumió constitucionalmente la gubernatura el 4 de octubre del mismo año.

### Accidente en helicóptero
El 14 de agosto de 2015 sufrió un accidente al precipitarse a tierra desde una altura de 5 metros el helicóptero en el que viajaba en compañía de su esposa Bertha Gómez de Duarte y la periodista Lolita Ayala en las inmediaciones de un rancho de su propiedad en el municipio de Balleza, al sur del estado, a donde llegaban procedentes de la población de Moris. Todos los tripulantes del helicóptero sufrieron heridas menores.

### Controversias como gobernador

#### Ranchos
En diferentes ocasiones y con base en diversas investigaciones hechas por Sergio David Valles Rivas para el Canal 28 de Chihuahua de Chihuahua, Duarte compró un rancho a su primo Humberto Medina Duarte en Balleza llamado "El Saucito" con una extensión de 6 kilómetros cuadrados, el 13 de julio de 2010 a un precio muy inferior al normal, apenas poco más de 716 mil pesos. En el mismo ámbito, Duarte Jáquez fue acusado de tener los ranchos "Rancho de Enmedio", "Mesa de las Ajuntas", "Taraíz", "Rancho la Mesa", "El Saucito" y "El Aranjuez", comprando tres de ellos durante su candidatura como gobernador el 30 de abril de 2010 y como gobernador electo el 13 de septiembre compró otros tres ranchos. El canal señaló esta compra de grandes extensiones en un lapso breve como una prueba de enriquecimiento ilícito. A febrero de 2018, la Fiscalía General del Estado de Chihuahua había incautado dieciséis ranchos de Duarte.

#### Nepotismo
Duarte fue acusado en múltiples ocasiones de nepotismo. Varios familiares suyos ostentaron algún cargo o puesto público, entre ellos se encuentran sus hermanos Ricardo Duarte Jáquez, rector de la Universidad Autónoma de Ciudad Juárez; Crecesiano Duarte Jáquez, aviador en la Universidad Autónoma de Chihuahua; Sixto Duarte Jáquez, responsable de la flota aérea del gobierno de Chihuahua; Jesús Alonso Duarte García, director general del Colegio de Bachilleres del Estado de Chihuahua, Ricardo Gómez Carrillo, director del plantel 10 del Colegio de Bachilleres que es primo de su esposa Bertha Gómez Fong; Balbina Duarte sobrina del mandatario fue nombrada jefa del Departamento de Educación Media Superior y Superior en Ciudad Juárez; su sobrino Sixto Duarte Álvarez fue asesor del director de la Junta Municipal de Agua y Saneamiento en Ciudad Juárez; Sofía Duarte es parte del equipo de trabajo de la esposa del gobernador y sobrina del mismo y Federico Duarte, presidente de la Unión Ganadera de Chihuahua.
Así mismo, Duarte también contrató en el gobierno a familiares y amigos suyos, entre quienes destaca Carlos Hermosillo Arteaga, quien en seis años amasó una gran fortuna.

#### Banco Progreso
El 14 de septiembre de 2014, el abogado y activista Jaime García Chávez denunció penalmente al gobernador Duarte y al secretario de hacienda de Chihuahua Jaime Ramón Herrera Corral ante la Procuraduría General de la República por los delitos de peculado, enriquecimiento ilícito, ejercicio abusivo de funciones y uso indebido de atribuciones y facultades. Todo esto se dio debido a un contrato de fideicomiso en Banorte, número 744773, constituido por el gobernador y su esposa. Dicho contrato supuestamente está fondeado con recursos ilícitos, y sirvió como contrato de compra de acciones de lo que sería el Banco Progreso Chihuahua, un banco de nueva creación del cual el secretario de hacienda estatal también sería accionista. Fue negado por Duarte en una entrevista con Denise Maerker en su programa Punto de partida de Televisa, diciendo "lo firmé, no lo leí, a lo macho que no lo leí". Además, en la denuncia se hace constar una serie de alrededor de 340 depósitos millonarios de recursos del gobierno estatal para hacer parecer a la unión de crédito progreso como banco por el volumen de las transacciones realizadas.

#### Bursatilización de bonos carreteros
El 6 de julio de 2016, el Congreso del Estado de Chihuahua aprobó la iniciativa enviada por Duarte, que incluía una nueva deuda de más de 6 mil millones de pesos sumados a los 43 mil millones de pesos de deuda existente. El acontecimiento generó controversia por la oposición de la aprobación de dicha iniciativa por parte del gobernador electo Javier Corral Jurado, así como el hecho de que comprometía parte de los ingresos carreteros hasta 2038, además de constituir, según el Partido Acción Nacional un "paquete de impunidad" que pondría en jaque al gobierno entrante. El gobernador y varios diputados de su partido aseguraron que no se trataba de contratar más deuda. La propuesta fue aprobada con 23 votos a favor y 8 en contra.

#### Deuda en Chihuahua
La administración de César Duarte dejó una deuda en el estado por 55 mil millones de pesos, la cual fue comprometida a pagarse de forma total o parcial por los bonos que ingresen en las arcas de las siguientes administraciones, como el Fideicomiso Carretero hasta el año 2038 realizado por la Secretaría de Hacienda del estado en 2011, o el 22.7 por ciento del Fondo General de participaciones hasta el año 2044. Asimismo, con el dinero recolectado en las Carreteras de Cuota del estado hasta el 2038, y el 100 por ciento de las carreteras en concesión del gobierno Federal hasta el 2038. Lo mismo ocurre para el 54 por ciento del Impuesto Sobre Nómina (ISN) hasta el año 2026.

#### Viajes al extranjero con su familia
César Duarte realizó 163 vuelos a Estados Unidos entre 2012 y 2014 con aviones oficiales del Estado sin registrar visitas oficiales. Entre dichos vuelos los tres hijos del exgobernador y su esposa Bertha Gómez también realizaron viajes al extranjero o al interior del estado para realizar compras, vacaciones u otras actividades que no tenían relación con el uso oficial de las aeronaves.

#### Retención de salarios de empleados para financiar al PRI
El 6 de noviembre de 2016, la secretaria de la función pública de Chihuahua, Rocio Stefany Olmos Loya dio a conocer que el gobierno de Chihuahua había retenido a 700 empleados parte de su salario para ser entregado a las arcas del Partido Revolucionario Institucional en Chihuahua, el cual ascendería a alrededor de 80 millones de pesos. El 5 de diciembre de 2016 fue presentada ante la Fiscalía Especializada para la Atención de los Delitos Electorales una denuncia por el desvío de los 80 millones de pesos.

#### Robo de ganado a pequeños productores
Luego de una investigación de Mexicanos Contra la Corrupción y la Impunidad, publicada en 17 de octubre de 2017, se dio a conocer que Duarte Jáquez robó alrededor de 900 cabezas de ganado que habían sido compradas en Nueva Zelanda por el gobierno para ser donadas a pequeños productores, terminando éstas en varios de sus ranchos y otros más de familiares del exgobernador de Nayarit, Roberto Sandoval Castañeda.

#### Nómina secreta
A mediados de 2017 se dio a conocer públicamente que después de un cateo a una propiedad de Duarte en Hidalgo del Parral en abril se halló una caja fuerte que contenía documentos que confirmaban la existencia de una denominada "nómina secreta" mediante la cual César Duarte sobornó con recursos públicos a más de 100 personas entre las que presuntamente se encuentran políticos del Partido Revolucionario Institucional y la oposición así como periodistas, activistas sociales y líderes religiosos.
Entre quienes presuntamente recibieron sobornos destacaron los nombres de Hortensia Aragón Castillo, María Ávila Serna, Armando Cabada, María Eugenia Campos Galván, Javier Contreras Orozco, Rodrigo de la Rosa, Teokali Hidalgo, César Jáuregui Moreno, Cristopher James Barousse, Cruz Pérez Cuéllar, Fernando Reyes Ramírez entre otros. La existencia de la "nómina secreta" fue confirmada por el secretario de hacienda estatal en la era de Duarte, Jaime Ramón Herrera Corral a principios de 2021 luego de que en medio de las precampañas para la gubernatura César Jáuregui Moreno difundiera audios manipulados en los que aparentemente Herrera mencionaba que todo esto era falso y que el gobierno lo había obligado a declarar en contra de los inculpados.
Marisela Escobedo Ortiz
Durante el mandato del gobernador, surgió el revuelto mediático y político del caso de Marisela Escobedo, quien fuera asesinada el 16 de diciembre frente al palacio de gobierno, en su lucha en busca de justicia para su hija Rubí Frayre Escobedo. (El crimen hasta hoy 11 años después, sigue sin tener justicia).[cita requerida]

## Proceso judicial en su contra
El 4 de octubre de 2016, en su toma de protesta, el gobernador Javier Corral Jurado anunció que se llevarían a cabo las investigaciones pertinentes en contra del exgobernador y su equipo de trabajo, esto sobre la base de lo que se había ido encontrando durante la entrega recepción de las diversas dependencias de gobierno del estado y las denuncias previas, especialmente la del activista Jaime García Chávez así como lo que fuese desahogando.[cita requerida]

### Expulsión del PRI
El 21 de julio de 2016, Armando Barajas solicitó que César y Javier Duarte, así como Roberto Borge, fueran expulsados del PRI debido a que sus escándalos habían costado a su partido político las derrotas electorales del 5 de junio de ese año. A finales de 2016, a raíz de la expulsión del exgobernador de Veracruz, Javier Duarte de Ochoa del Partido Revolucionario Institucional, se especuló que César Duarte y Roberto Borge Angulo también serían expulsados del PRI, ante lo que el presidente de ese partido Enrique Ochoa Reza comentó que estaba en análisis. Finalmente Duarte Jáquez no fue expulsado del PRI.
El 20 de octubre de 2017 el Comité Directivo Municipal del PRI en Chihuahua Capital anunció que buscaría impulsar, en el Comité Ejecutivo Nacional de su partido, la expulsión de Duarte Jáquez.

### Orden de aprehensión
El 27 de marzo de 2017, fueron arrestados Javier Garfio Pacheco y Gerardo Villegas Madriles, exsecretario de obras públicas y exadministrador de la Secretaría de Hacienda del Gobierno de Chihuahua, acusados de peculado. La noche de ese mismo día, fue arrestado Ricardo Yáñez Herrera, exsecretario de educación y exdirector de la Comisión Estatal de Vivienda, Suelo e Infraestructura del gobierno de Chihuahua, acusado, igual, de peculado. Al día siguiente, el 28 de marzo, por la mañana, se especuló que César Duarte había sido detenido y posteriormente se especuló que había sido librada una orden de aprehensión en su contra, sin embargo, no existía información oficial. Al mismo tiempo, en la Cámara de Diputados del Congreso de la Unión, no se le permitía tomar protesta a Antonio Tarín García, suplente del fallecido Carlos Hermosillo Arteaga, pues también le había sido girada una orden de aprehensión. Esa misma tarde, en conferencia de prensa, el gobernador de Chihuahua, Javier Corral Jurado confirmó que se había girado una orden de aprehensión en contra de Duarte y que éste era prófugo de la justicia debido a que había escapado a El Paso, Texas, Estados Unidos.
El 29 de marzo se emitió una ficha roja de búsqueda en la Interpol para la localización y detención del prófugo César Duarte. El 7 de mayo de 2017, fue finalmente detenido Antonio Tarín García, por el delito de peculado siendo vinculado como uno de los principales operadores de Duarte en el gobierno de Chihuahua. Al día siguiente, el 8 de mayo de 2017, el gobernador Javier Corral Jurado aseguró que Duarte Jáquez estaba planeando solicitar asilo político en los Estados Unidos.
En su contra recaen 21 órdenes de aprehensión (20 locales y una federal).

### Citatorio ante juez federal
A principios de junio de 2017 se dio a conocer que la Fiscalía Especializada para la Atención de los Delitos Electorales había citado a comparecer a Duarte Jáquez y ocho miembros del Partido Revolucionario Institucional el 23 de junio, esto a raíz de una denuncia presentada por la Secretaria de la Función Pública del Estado de Chihuahua, Rocio Stefany Olmos Loya, en donde se les acusa por la presunta retención del sueldo de 700 empleados por alrededor de 80 millones de pesos de la nómina estatal al Partido Revolucionario Institucional. 
Así mismo fueron citados a comparecer la diputada local Karina Velázquez Ramírez, el exsecretario de hacienda Jaime Ramón Herrera Corral; el exjefe de control de pagos, Miguel Ángel Mezquitic Aguirre; el excoordinador administrativo, Adrián Dozal Dozal; el exdirector de Egresos de Hacienda, Jesús Olivas Arzate; el exdirector de Administración, Gerardo Villegas Madriles (ya procesado en Chihuahua), y el exsecretario de finanzas del PRI de Chihuahua, Pedro Mauli Romero Chávez.

### Arresto y proceso de extradición
En rueda de prensa el 19 de julio de 2017, el gobernador Javier Corral Jurado informó que se buscaría la orden de extradición para César Duarte. El 12 de septiembre de 2017, en rueda de prensa en la Ciudad de México, Corral anunció que la Fiscalía General del Estado de Chihuahua entregó de manera formal a la Procuraduría General de la República 70 tomos y 50 discos compactos que contienen las pruebas con las que diversos jueces habían girado diez órdenes de aprehensión en contra de Duarte por delitos del fuero común, solicitando así a la PGR y al gobierno federal que pidieran al gobierno de los Estados Unidos la detención con fines de extradición de Duarte Jáquez, anunciando también que mientras durase el proceso se irían sumando más órdenes de aprehensión.
Al día siguiente, el 13 de septiembre se informó que el titular de la Fiscalía Especializada para la Atención de los Delitos Electorales, Santiago Nieto Castillo había realizado también la solicitud de detención con fines de extradición de Duarte Jáquez a la PGR. Finalmente, el 17 de octubre de 2017, Nieto Sandoval informó que el gobierno mexicano había solicitado formalmente al de los Estados Unidos la detención con fines de extradición de César Duarte.
Sin embargo, no fue hasta principios de 2018 que el gobierno mexicano solicitó la extradición por todos los delitos de los que se acusa a Duarte. Para el 8 de julio de 2020 César Horacio Duarte Jáquez fue detenido en la ciudad de Miami, Florida en los Estados Unidos.
Durante gran parte de su proceso judicial en los Estados Unidos, Duarte y su defensa alegaron que él era perseguido político en México, así como que no era fugitivo y que su vida "corría riesgo" en una cárcel de México en caso de ser extraditado, además de haber tramitado diversos amparos contra sus órdenes de aprehensión; igualmente Duarte solicitó en los Estados Unidos llevar el proceso bajo libertad condicional, siéndole negada.
Posteriormente y luego de diversos aplazamientos en primera instancia a petición de su defensa y posteriormente debido a la Pandemia de COVID-19 el 26 de enero de 2021 fue realizada la audiencia en la que se dictaminó la extradición de Duarte a México.
Finalmente, el 2 de junio de 2022 el gobierno de los Estados Unidos extraditó y entregó a Duarte a la Fiscalía General de la República para que esta a su vez lo entregara a las autoridades de Chihuahua para presentarlo ante un juez, luego de que los abogados de Duarte interpusieran todos los recursos disponibles para tratar de apelar la decisión de la juez.

### Juicio en su contra
Luego de su llegada a México, el mismo 2 de junio Duarte fue enviado al estado de Chihuahua en donde fue recluido en el Centro de Readaptación Social Número 1 en Aquiles Serdán para esperar el inicio de su juicio, el cual tuvo audiencia inicial al día siguiente, siendo conducido por el juez de control, Humberto Chávez Allende.
Durante sus primeras audiencias, el abogado de Duarte arguyó que Duarte padecía serios problemas de salud como consecuencia del accidente en helicóptero que tuvo en 2015, así como que él no era culpable de lo que se la acusaba toda vez que en las mismas audiencias que se habían dado en 2021 sus colaboradores supuestamente habían admitido haber realizado los diversos desvíos por su propia cuenta, responsabilizando de estos al exdiputado Carlos Hermosillo Arteaga y al exsecretario de hacienda Jaime Ramón Herrera Corral.
Posteriormente, en audiencia celebrada el 8 de junio de 2022, el juez decidió vincular a proceso a Duarte así como dictarle prisión preventiva durante seis meses por los delitos de peculado agravado y asociación delictuosa.